# Kaka (Bénin)
Pour les articles homonymes, voir Kaka.
Le Kaka au Bénin est à la fois un instrument de musique traditionnelle et un rythme de l'ère culturelle Adja Tado. Il est essentiellement joué dans les régions de l'Ouémé notamment à Porto-Novo et Sèmè-Kpodji.

## Origine
Le Kaka à l'origine est un instrument de musique traditionnelle composé d'un bout de bambou creux et d'une baguette en bois fin. C'est le son que produit ce bout de bois sur le bambou qui donne son nom non seulement à l'instrument mais aussi au rythme. Il est la plupart du temps accompagné de castagnettes. Ce rythme est joué aussi bien lors des cérémonies festives que cultuelles. Ainsi, lors des fêtes de Zangbéto, le Kaka est le rythme prédominant,,,,,.

## Musiciens
Le plus connu des artistes qui jouent cette musique est Sagbohan Danialou. Il est celui qui a popularisé ce rythme musical et l'a rendu célèbre. Hormis lui, d'autres artistes de la jeune génération jouent également cette musique,,,,.